# Yuma Maruyama
Yuma Maruyama (japanisch 丸山 優真 Maruyama Yuma; * 3. Juni 1998) ist ein japanischer Leichtathlet, der sich auf den Zehnkampf spezialisiert hat. 2023 und 2024  wurde er Hallenasienmeister im Siebenkampf und 2023 Asienmeister im Zehnkampf.

## Sportliche Laufbahn
Seinen ersten internationalen Wettkampf bestritt Yuma Maruyama im Jahr 2016, als er bei den Juniorenasienmeisterschaften in der Ho-Chi-Minh-Stadt mit 6748 Punkten die Goldmedaille im Zehnkampf gewann. 2023 siegte er dann bei den Hallenasienmeisterschaften in Astana mit 5801 Punkten im Siebenkampf und im Juli siegte er bei den Freiluftmeisterschaften in Bangkok mit 7745 Punkten im Zehnkampf. Im August gelangte er bei den Weltmeisterschaften in Budapest mit 7844 Punkten auf den 15. Platz und im Oktober gewann er bei den Asienspielen in Hangzhou mit 7568 Punkten die Bronzemedaille hinter dem Chinesen Sun Qihao und Tejaswin Shankar aus Indien. Im Jahr darauf verteidigte er bei den Hallenasienmeisterschaften in Teheran mit 5767 Punkten seinen Titel im Siebenkampf und 2025 gelangte er bei den Hallenweltmeisterschaften in Nanjing mit 5807 Punkten auf den neunten Platz. Ende Mai musste er seinen Wettkampf bei den Asienmeisterschaften in Gumi vorzeitig beenden.
In den Jahren 2023 und 2024 wurde Maruyama japanischer Meister im Zehnkampf.

## Persönliche Bestleistungen
- Zehnkampf: 8021 Punkte: 1. September 2024 in Nakło nad Notecią
  - Siebenkampf (Halle): 5901 Punkte: 2. Februar 2025 in Tallinn (japanischer Rekord)